# Helpaphorus imaitso
Helpaphorus imaitso là một loài bướm đêm thuộc họ Pterophoridae. Nó được biết đến ở Madagascar.
Ấu trùng ăn Helichrysum triplinerve.